# Calophasia tangens
Calophasia tangens är en fjärilsart som beskrevs av Barend J. Lempke 1964. Calophasia tangens ingår i släktet Calophasia och familjen nattflyn. Inga underarter finns listade i Catalogue of Life.